# Костомукшський гірничо-збагачувальний комбінат
Костомукшський гірничо-збагачувальний комбінат — підприємство з видобутку та збагачення залізної руди у Карелії. Побудоване за участю Фінляндії.

## Характеристика
Запаси 1153 млн т із вмістом заліза 32,2 %. Проектна потужність 24 млн т сирої руди за рік. Видобування руди здійснюється рудником та кар'єром.
У 2003 році комбінат виробив 6,8 млн т залізорудних обкотишів (оцінка). Динаміка проти 2002 р. позитивна (+3 %). У 2004 р. планується видобути 20,3 млн т руди, виробити 7,4 млн т залізорудного концентрату. Обсяг розкриву — 25 млн м³ гірничої маси.